# Pternistis afer
Il francolino golarossa (Pternistis afer (P. L. S. Müller, 1776)) è un uccello galliforme della famiglia dei Fasianidi originario dell'Africa centrale e sud-orientale.

## Descrizione

### Dimensioni
Misura 25-38 cm circa di lunghezza, per un peso di 480-1000 g nel maschio e di 370-690 g nella femmina.

### Aspetto
Questi francolini hanno il becco rosso, l'iride marrone e le zampe rosse. Rossi sono anche la pelle nuda intorno agli occhi, le redini, il mento e la gola. I sessi sono simili, ma la femmina è più piccola e ha le zampe praticamente prive di speroni. Ne vengono riconosciute otto sottospecie, che è possibile raggruppare in due gruppi ben distinti. L'ibridazione tra esse è molto frequente. Il gruppo delle sottospecie bianche e nere (afer, leucoparaeus, loangwae, melanogaster, swynnertoni e castaneiventer) occupa la maggior parte dell'areale della specie, eccettuate le zone settentrionali. All'interno del gruppo le variazioni sono numerose e complesse. Gli adulti di entrambi i sessi hanno la fronte e i lati del cappuccio nerastri o biancastri. I lati della testa sono bianchi, talvolta con qualche macchiolina. Le piume che ricoprono il vertice, il collo e le parti inferiori sono nero-grigiastre, con estremità bianche o argentate che formano delle striature o che conferiscono al piumaggio un aspetto punteggiato. In alcuni casi, sono biancastre con strisce nere. In alcune razze, la parte centrale dell'addome è completamente nera e contrasta con le strisce bianche dei fianchi. Le parti superiori sono di colore marrone opaco con striature nere. Il gruppo delle sottospecie vermicolate (cranchii e harterti) occupa la parte settentrionale dell'areale. All'interno di questo gruppo, gli adulti di entrambi i sessi hanno la fronte e il sopracciglio nerastri, le parti superiori color marrone opaco con striature scure e i lati della testa, il collo, il petto e le parti inferiori finemente vermicolate di grigio. I fianchi mostrano striature nere e strisce rosse e bordeaux. Questi ultimi motivi sono assenti nelle femmine.
I giovani sono nettamente più marroni degli adulti. In questi esemplari, la pelle nuda della gola è ricoperta parzialmente da un leggero piumino chiaro. Il loro becco è scuro e le zampe sono di colore giallo opaco.

### Voce
Sebbene sia un po' più acuto, il richiamo di avvertimento è abbastanza simile a quello degli altri francolini dal collo nudo: di solito è un ko-waaark ruvido e cigolante che viene ripetuto per 4-8 volte e si fa più debole alla fine. È possibile udire anche un kek-kek-kek rauco e potente quando l'uccello è spaventato e corre al riparo. Quando è appollaiato sugli alberi, questo francolino emette un richiamo di allarme simile al chiocciare di una gallina.

## Biologia
È una specie estremamente timida che rimane all'interno della boscaglia e delle zone alberate molto più spesso rispetto ad altri francolini del genere Pternistis.
Nella parte settentrionale dell'areale, talvolta si arrischia ad avventurarsi, la mattina presto, nelle praterie di erba bassa o lungo le strade. Nelle regioni scarsamente popolate, non è raro vederlo nei campi coltivati, ma non perde tuttavia l'abitudine di fuggire al coperto se minacciato. Il francolino golarossa vive generalmente da solo o in piccoli gruppi, ma non disdegna di associarsi ad altre specie come il francolino di Swainson in Sudafrica. Durante il giorno è piuttosto silenzioso, ma al mattino e alla fine della sera il maschio si spinge spesso a terra o si arrampica su un termitaio per lanciare i suoi richiami. Il francolino golarossa dorme su alberi o cespugli, dove si ritira anche nelle ore più calde della giornata per proteggersi dalla canicola. Nelle situazioni di pericolo, questo uccello tende ad alzarsi in volo con grande riluttanza, preferendo di gran lunga scappare a rintanarsi nella boscaglia. Talvolta può anche volare per breve distanza, ma atterra rapidamente e si rimette subito a correre. Se viene inseguito da un mammifero, può trovare rifugio tra le chiome degli alberi.

### Alimentazione
Il francolino golarossa è prevalentemente vegetariano. Si nutre soprattutto di semi, tuberi, radici, bacche e steli d'erba, integrando la sua dieta con insetti e loro larve.

### Riproduzione
Il francolino golarossa è un uccello monogamo. Al momento di deporre le uova, gratta con le zampe una piccola depressione nel terreno e la riveste con un po' di erba, foglie e piume. Il nido è ben camuffato tra l'erba alta o sotto un cespuglio. A causa della vastità del suo areale e della sua grande estensione latitudinale, la stagione di nidificazione ha luogo in periodi molto differenti a seconda delle regioni. Essa ha inizio generalmente alla fine della stagione delle piogge, in modo che questi uccelli possano godere del rigoglio della vegetazione all'inizio della stagione secca. La covata comprende solitamente da 3 a 9 uova, di colore dal camoscio rosato al marrone. Non abbiamo alcuna informazione riguardo l'incubazione e la durata del soggiorno nel nido.

## Distribuzione e habitat
Il francolino golarossa è una specie africana. Il suo areale si estende dal sud del Gabon, dal sud della Repubblica Democratica del Congo e dall'Angola fino alla costa orientale del continente, passando per lo Zambia. In Africa orientale, esso copre l'estremità meridionale del Kenya, la Tanzania e il Mozambico. In Sudafrica, la specie è presente unicamente lungo la costa del Natal ed è assente da tutta la parte occidentale e centrale del paese.
Laddove il suo areale si sovrappone a quelli del francolino di Swainson e del francolino collogiallo (Pternistis leucoscepus), esso occupa le foreste di alberi a foglie permanenti e le zone più umide degli habitat. Non entra quasi mai in competizione con queste due specie, che vivono prevalentemente nelle regioni aride. Tuttavia, nelle regioni dove la concorrenza con gli altri francolini è praticamente nulla, i francolini golarossa occupano una gamma più ampia di habitat, comprese praterie erbose e zone arbustive. In alcune zone del Sudafrica, si associano assai liberamente ai francolini di Swainson, con i quali talvolta si ibridano. Nella parte meridionale dell'areale, i francolini golarossa sembrano apprezzare particolarmente le gole boscose e i margini delle foreste decidue. In Zambia, si trovano praticamente in tutti i tipi di prateria e di aree boschive. In Uganda, Repubblica Democratica del Congo e Tanzania, sembrano prediligere le savane alberate. Lungo la costa del Kenya, i francolini golarossa popolano le pianure di erba alta ove vi siano alcuni boschetti di alberi radi.

## Tassonomia
Come già detto, a causa della vasta estensione del suo areale, vengono riconosciute 8 sottospecie, suddivise in due gruppi. Il gruppo delle razze bianche e nere comprende:
- P. a. afer (Statius Müller, 1776), endemica dell'Angola occidentale (fino alla provincia di Huambo meridionale a nord) e dell'estremità nord-occidentale della Namibia;
- P. a. castaneiventer Gunning e Roberts, 1911, diffusa in Sudafrica dalle regioni meridionali e orientali della provincia del Capo Orientale al fiume Limpopo;
- P. a. swynnertoni W. L. Sclater, 1921, diffusa nello Zimbabwe orientale e nel Mozambico meridionale (a sud dello Zambesi);
- P. a. melanogaster Neumann, 1898, diffusa dalla Tanzania orientale fino allo Zambia nord-orientale e al Mozambico settentrionale (a nord dello Zambesi);
- P. a. loangwae C. H. B. Grant e Mackworth-Praed, 1934, propria dello Zambia orientale e del Malawi;
- P. a. leucoparaeus (G. A. Fischer e Reichenow, 1884), endemica del Kenya sud-orientale (a sud del fiume Tana) fino al confine con la Tanzania.

Il gruppo delle razze vermicolate, invece, comprende solamente 2 sottospecie:
- P. a. cranchii (Leach, 1818), diffusa dalla Repubblica del Congo occidentale all'Africa orientale (attorno al lago Vittoria), spingendosi a sud fino alle regioni settentrionali e orientali di Angola, allo Zambia nord-orientale e al Malawi settentrionale;
- P. a. harterti Reichenow, 1909, diffusa in Repubblica Democratica del Congo orientale, Ruanda, Burundi (intorno alla sponda settentrionale del lago Tanganica, nella valle del Ruzizi) e Tanzania occidentale.

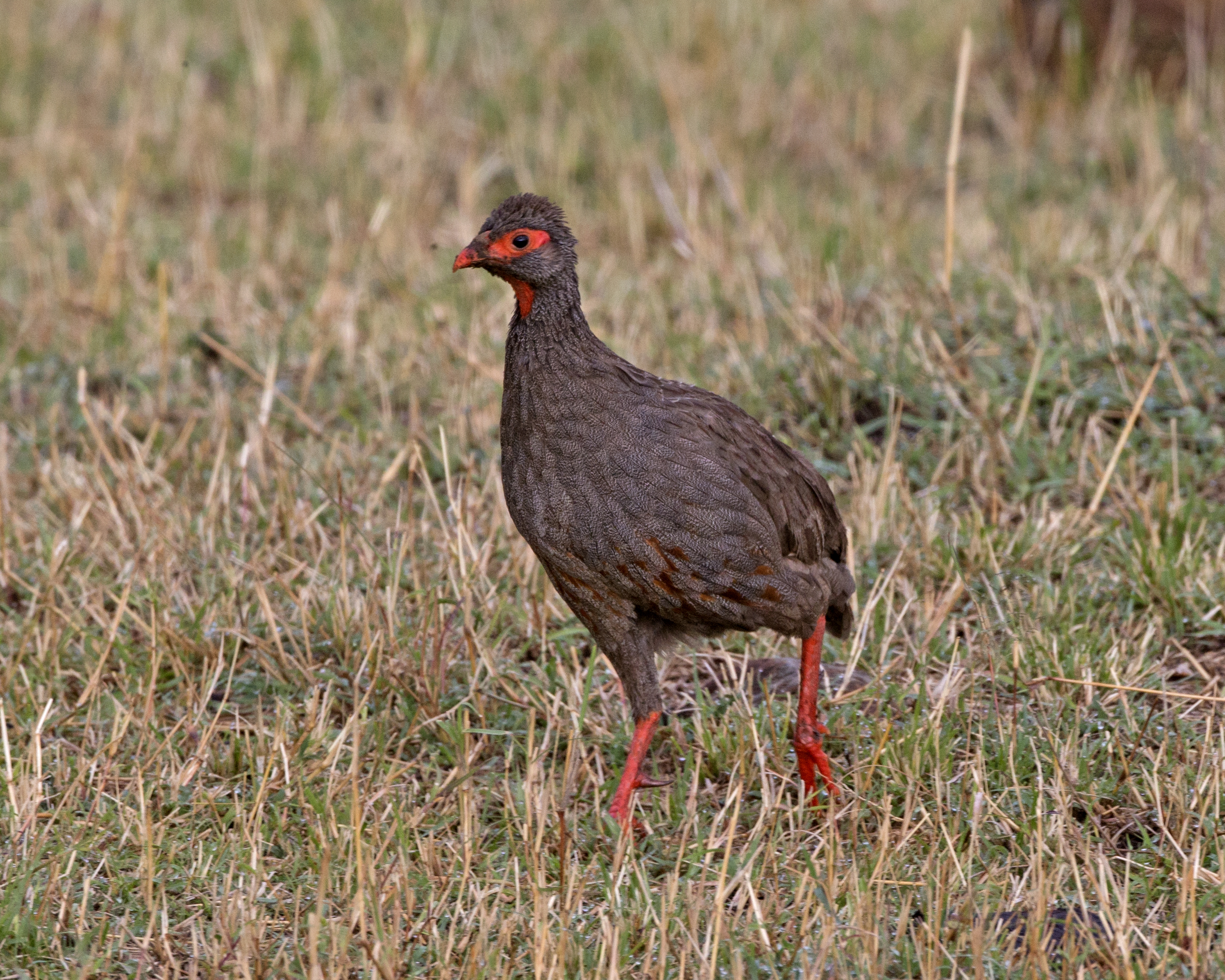
P. a. leucoparaeus nel Masai Mara
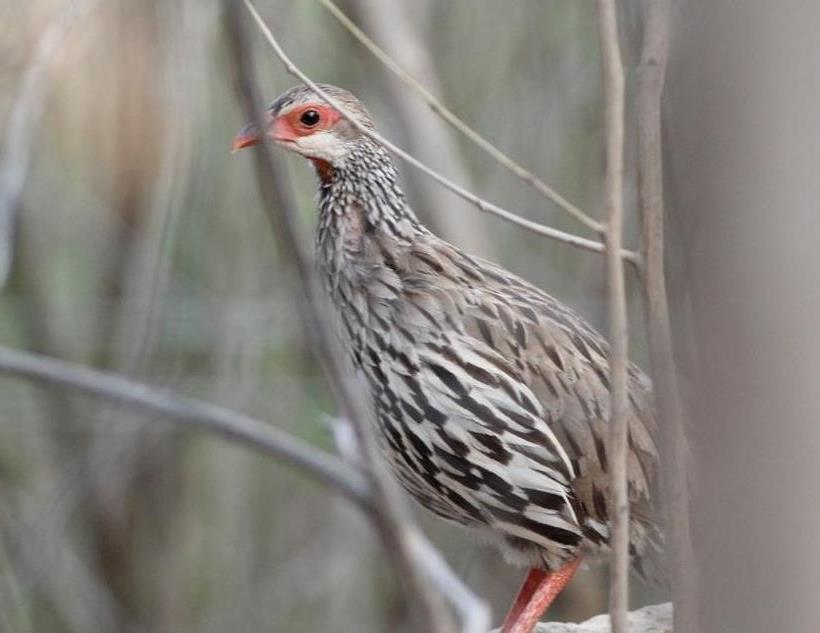
P. a. afer in Namibia
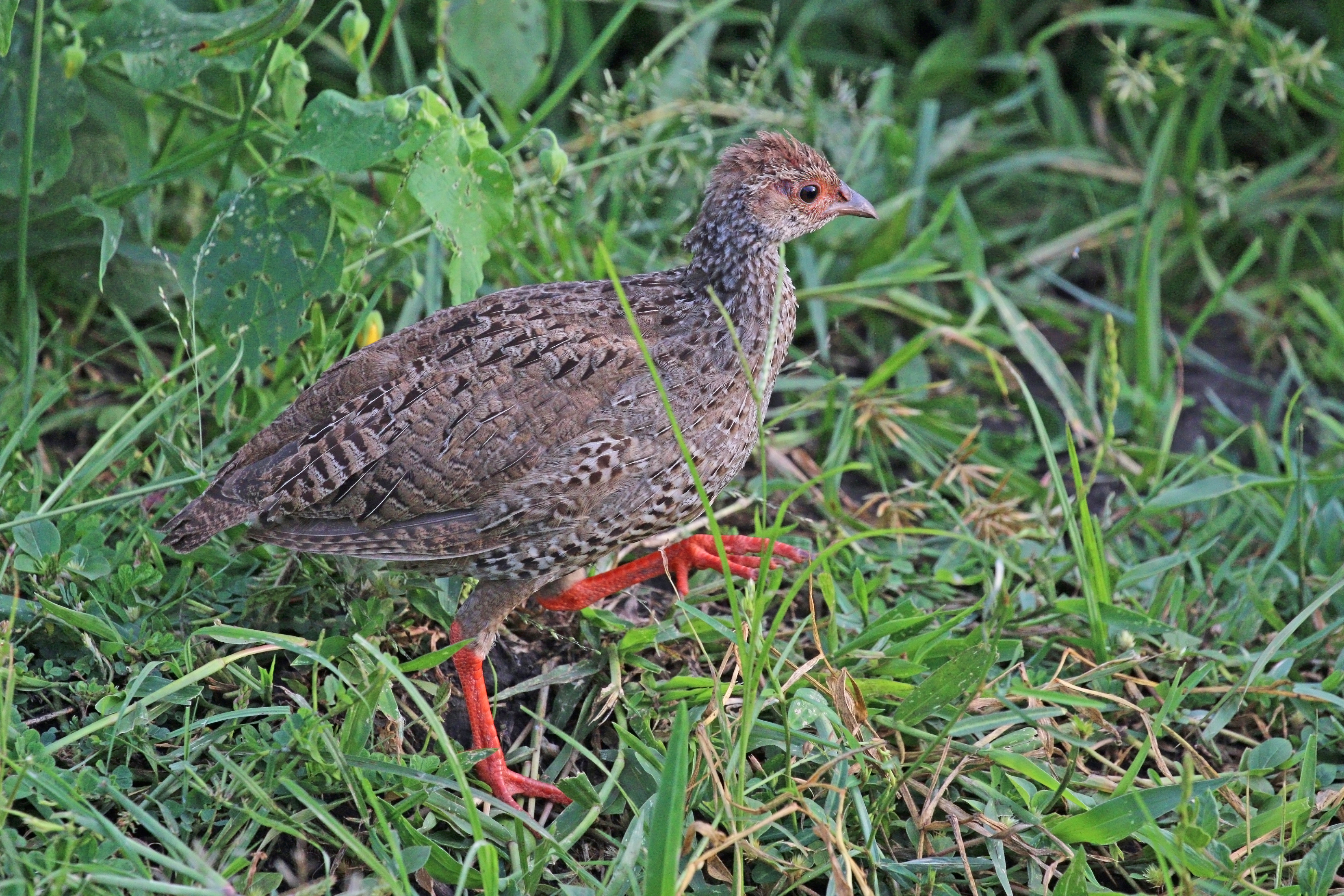
Esemplare immaturo di P. a. cranchii in Uganda
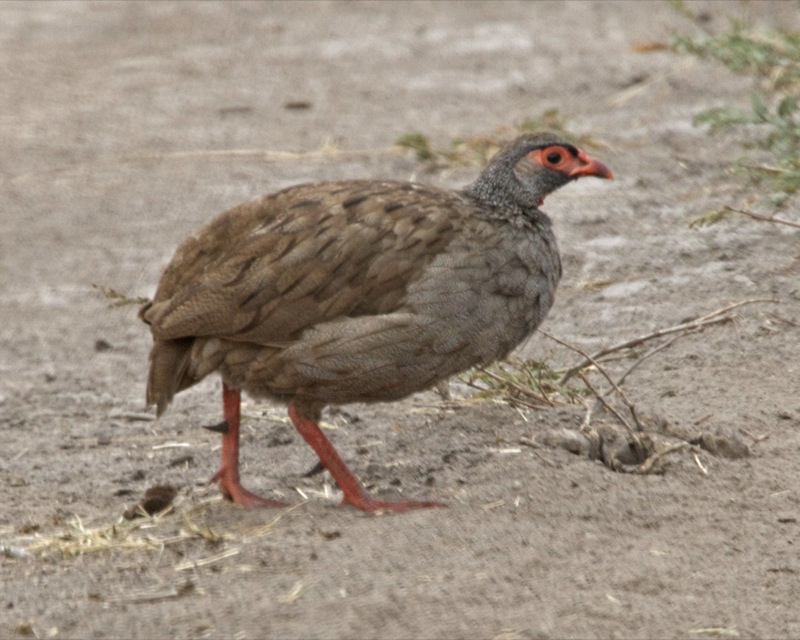
P. a. harterti

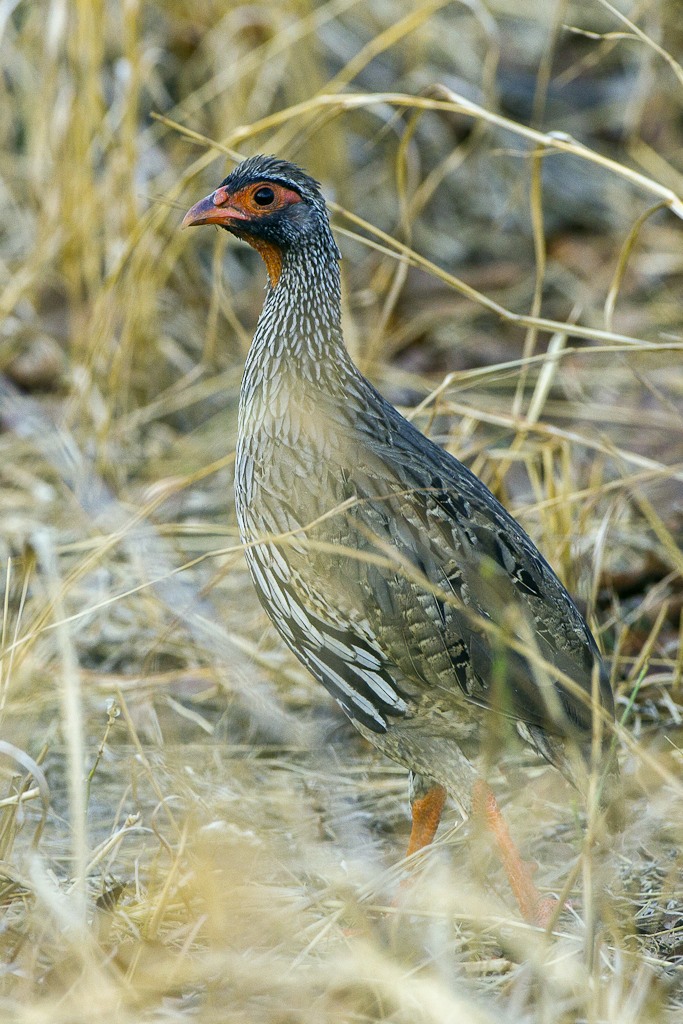
P. a. loangwae
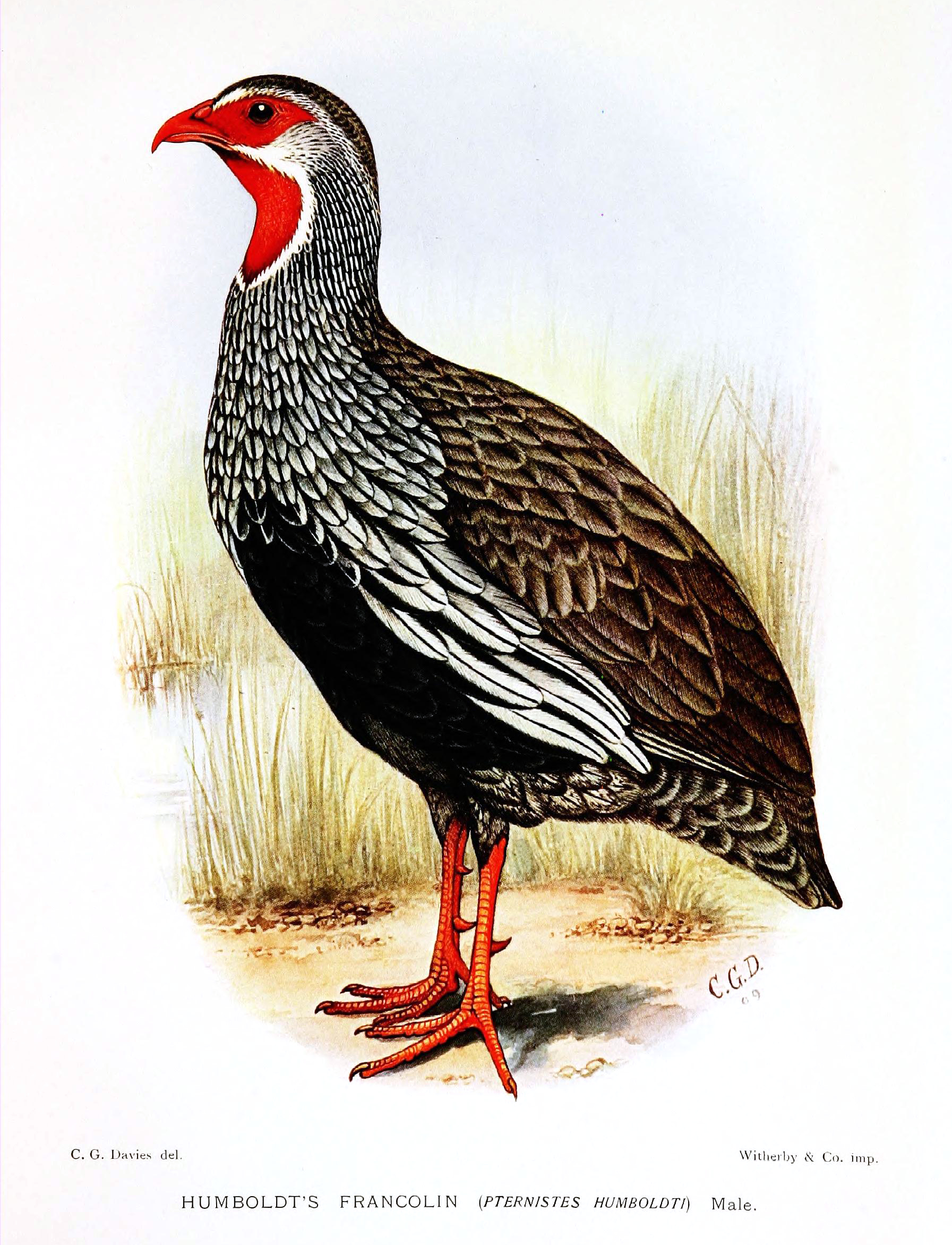
P. a. swynnertoni
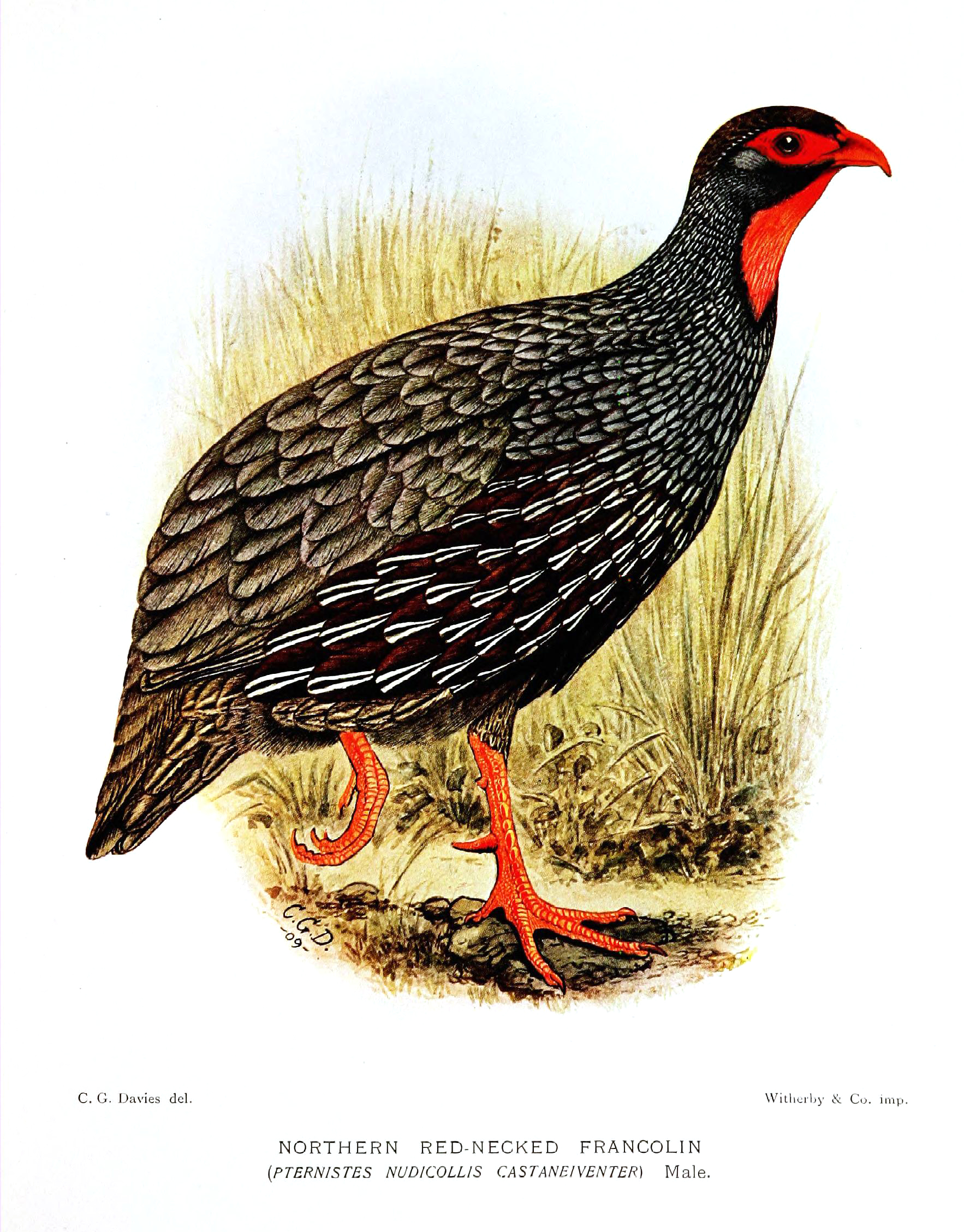
P. a. castaneiventer
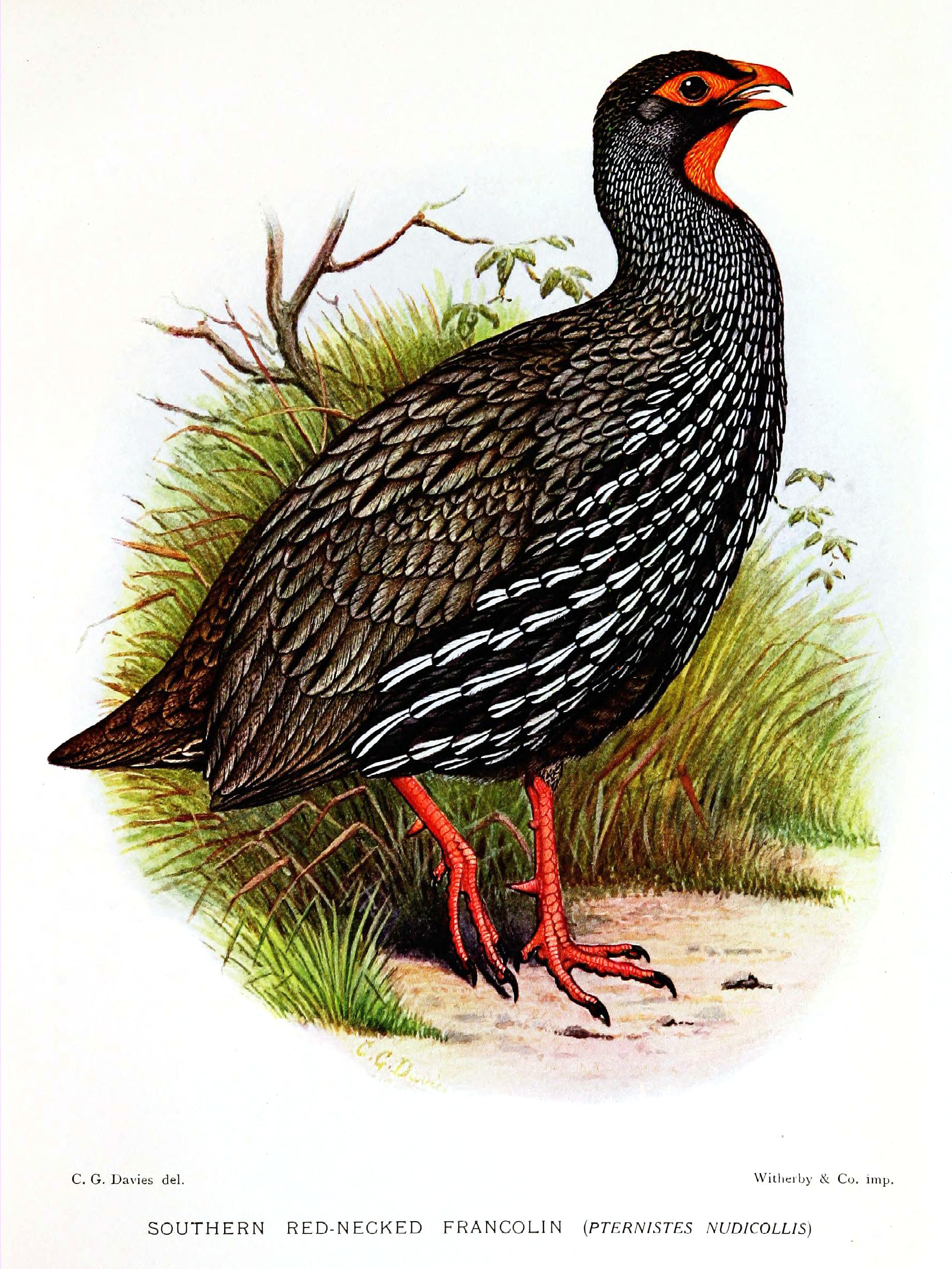
P. a. castaneiventer

## Conservazione
I francolini golarossa sono localmente molto comuni. Tuttavia, a causa delle loro abitudini estremamente discrete e della loro attitudine a trascorrere al coperto più tempo delle altre specie di francolini, è piuttosto difficile effettuare una valutazione quantificata del numero di esemplari. Rapporti provenienti dalla Repubblica Democratica del Congo e dallo Zimbabwe segnalano un declino locale dovuto alla caccia e alla competizione con il francolino di Swainson. La deforestazione, al contrario, è un problema che sembra influenzarli abbastanza moderatamente. Nel complesso, il francolino golarossa non è da considerarsi minacciata. La IUCN lo classifica come «specie a rischio minimo» (Least Concern).